# Бирса (комуна)
Бирса (рум. Bârsa) — комуна у повіті Арад в Румунії. До складу комуни входять такі села (дані про населення за 2002 рік):
- Алдешть (548 осіб)
- Бирса (1008 осіб) — адміністративний центр комуни
- Войводень (165 осіб)
- Ходіш (199 осіб)

Комуна розташована на відстані 381 км на північний захід від Бухареста, 62 км на схід від Арада, 124 км на захід від Клуж-Напоки, 94 км на північний схід від Тімішоари.

## Населення
За даними перепису населення 2002 року у комуні проживали 1920 осіб.
Національний склад населення комуни:
| Національність | Кількість осіб | Відсоток |
| -------------- | -------------- | -------- |
| румуни         | 1881           | 98,0%    |
| цигани         | 22             | 1,1%     |
| угорці         | 14             | 0,7%     |
| українці       | 1              | 0,1%     |
| німці          | 1              | 0,1%     |
| італійці       | 1              | 0,1%     |

Рідною мовою назвали:
| Мова       | Кількість осіб | Відсоток |
| ---------- | -------------- | -------- |
| румунська  | 1918           | 99,9%    |
| німецька   | 1              | 0,1%     |
| італійська | 1              | 0,1%     |

Склад населення комуни за віросповіданням:
| Релігія        | Кількість осіб | Відсоток |
| -------------- | -------------- | -------- |
| православні    | 1678           | 87,4%    |
| п'ятдесятники  | 118            | 6,1%     |
| баптисти       | 95             | 4,9%     |
| адвентисти     | 18             | 0,9%     |
| римо-католики  | 4              | 0,2%     |
| не релігійні   | 2              | 0,1%     |
| реформати      | 1              | 0,1%     |
| греко-католики | 1              | 0,1%     |